# Sauber C16
Sauber C16 — болид Формулы-1 команды Sauber Petronas, построенный для участия в чемпионате 1997 года. На этой машине Джонни Херберт, который проводил свой второй сезон в команде «Заубер», набрал 15 очков и занял третье место на Гран-при Венгрии 1997 года.

## История
С начала сезона гонщиками команды были Джонни Херберт и Никола Ларини. После пяти Гран-при и одного заработанного очка Ларини ушел из команды из-за противоречий с Петером Заубером, а его место занял Джанни Морбиделли — но ни он, ни заменявший его дважды по ходу сезона Фонтана заработать очков не смогли. Херберт напротив, часто квалифицировался в десятке сильнейших, по два раза финишировал четвертым (в Аргентине и Бельгии) и пятым (в Испании и Канаде), а в Венгрии добрался до нижней ступеньки подиума, который стал для команды третьим в истории. Всего он набрал в сезоне 15 очков, чего вместе с единственным очком Ларини хватило для седьмого места в чемпионате конструкторов.

## Результаты выступлений в гонках
| Год  | Команда                  | Двигатель                             | Шины | Пилоты     | 1    | 2   | 3    | 4    | 5    | 6   | 7   | 8    | 9    | 10   | 11   | 12  | 13   | 14  | 15  | 16  | 17  | Место | Очки |
| ---- | ------------------------ | ------------------------------------- | ---- | ---------- | ---- | --- | ---- | ---- | ---- | --- | --- | ---- | ---- | ---- | ---- | --- | ---- | --- | --- | --- | --- | ----- | ---- |
| 1997 | Red Bull Sauber Petronas | Petronas SPE-01 (Ferrari 046) 3,0 V10 | G    |            | АВС  | БРА | АРГ  | САН  | МОН  | ИСП | КАН | ФРА  | ВЕЛ  | ГЕР  | ВЕН  | БЕЛ | ИТА  | АВТ | ЛЮК | ЯПО | ЕВР | 7     | 16   |
| 1997 | Red Bull Sauber Petronas | Petronas SPE-01 (Ferrari 046) 3,0 V10 | G    | Херберт    | Сход | 7   | 4    | Сход | Сход | 5   | 5   | 8    | Сход | Сход | 3    | 4   | Сход | 8   | 7   | 6   | 8   | 7     | 16   |
| 1997 | Red Bull Sauber Petronas | Petronas SPE-01 (Ferrari 046) 3,0 V10 | G    | Ларини     | 6    | 11  | Сход | 7    | Сход |     |     |      |      |      |      |     |      |     |     |     |     | 7     | 16   |
| 1997 | Red Bull Sauber Petronas | Petronas SPE-01 (Ferrari 046) 3,0 V10 | G    | Морбиделли |      |     |      |      |      | 14  | 10  |      |      |      | Сход | 9   | 12   | 9   | 9   | НС  |     | 7     | 16   |
| 1997 | Red Bull Sauber Petronas | Petronas SPE-01 (Ferrari 046) 3,0 V10 | G    | Фонтана    |      |     |      |      |      |     |     | Сход | 9    | 9    |      |     |      |     |     |     | 14  | 7     | 16   |

| Легенда к таблице |                                                                    |
| --- | ------------------------------------------------------------------ |
| В таблице перечислены результаты всех Гран-при Формулы-1, в которых использовался автомобиль. Строками таблицы являются сезоны, столбцами — этапы чемпионата мира. В каждой клетке указаны сокращённое название этапа и результат, дополнительно обозначенный цветом. Расшифровка обозначений и цветов представлена в нижеследующей таблице. |                                                                    |
| \| Пример \| Описание \| \| ------------ \| ------------------------------------------------------------------ \| \| 1 \| Победитель \| \| 2 \| Второе место \| \| 3 \| Третье место \| \| 5 \| Финишировал, заработав очки \| \| Сход \| Не финишировал, но при этом заработал очки \| \| 12 \| Финишировал, не получив очков \| \| НКЛ \| Финишировал, но не попал в финальную классификацию \| \| 15 \| Участвовал вне зачёта, либо по отдельной классификации \| \| 18 \| Не финишировал, но попал в финальную классификацию \| \| Сход \| Не финишировал \| \| НКВ \| Не прошёл квалификацию \| \| НПКВ \| Не прошёл предквалификацию \| \| ДСК \| Дисквалифицирован \| \| ИСК \| Исключён из протокола соревнований \| \| ТТ \| Заявлен для участия только в тренировках \| \| НС \| Участвовал в квалификации, но не стартовал в гонке \| \| Т \| Травмирован или болен \| \| ОТК \| Отказ от участия \| \| НТР \| Прибыл на соревнования, но на трассу не выезжал \| \| НПР \| Был заявлен в числе участников, но не прибыл к началу соревнований \| \| О \| Соревнования отменены \| \| \| Не участвовал \| \| Поул-позиция \| \| \| Быстрый круг \| \| |                                                                    |
| Пример | Описание                                                           |
| 1 | Победитель                                                         |
| 2 | Второе место                                                       |
| 3 | Третье место                                                       |
| 5 | Финишировал, заработав очки                                        |
| Сход | Не финишировал, но при этом заработал очки                         |
| 12 | Финишировал, не получив очков                                      |
| НКЛ | Финишировал, но не попал в финальную классификацию                 |
| 15 | Участвовал вне зачёта, либо по отдельной классификации             |
| 18 | Не финишировал, но попал в финальную классификацию                 |
| Сход | Не финишировал                                                     |
| НКВ | Не прошёл квалификацию                                             |
| НПКВ | Не прошёл предквалификацию                                         |
| ДСК | Дисквалифицирован                                                  |
| ИСК | Исключён из протокола соревнований                                 |
| ТТ | Заявлен для участия только в тренировках                           |
| НС | Участвовал в квалификации, но не стартовал в гонке                 |
| Т | Травмирован или болен                                              |
| ОТК | Отказ от участия                                                   |
| НТР | Прибыл на соревнования, но на трассу не выезжал                    |
| НПР | Был заявлен в числе участников, но не прибыл к началу соревнований |
| О | Соревнования отменены                                              |
| | Не участвовал                                                      |
| Поул-позиция |                                                                    |
| Быстрый круг |                                                                    |